# Moklen
Cet article concerne le peuple moklen. Pour la langue moklen, voir Moklen (langue).
Les Moklen, encore appelés Chau Pok, sont une population du littoral occidental du sud de la Thaïlande, entre Ko Phra Thong et Phuket. Leur mode de vie semi-sédentaire les différencie des Moken, qui sont nomades.
Les Moklen étaient environ 4 000 en 2000.

## Religion
Les Moklen sont officiellement Bouddhistes, pratiquant néanmoins leur religion traditionnelle basée sur le culte aux ancêtres et aux génies tutélaires. Leur nomadisme est d'ailleurs basé sur les nombreuses cérémonies qui ont lieu tout au long de l'année,.
Après le tsunami de 2004 : 
- de nombreuses églises évangélistes ont tenté de les reconvertir au christianisme, sans véritable succès ;
- les Moklen ont été choisis comme cible par des centaines de projets de "développement" : déplacement de villages entiers et récupération des terrains de grande valeur sur la côte auparavant inaccessibles par des promoteurs immobiliers peu scrupuleux qui y construisent de luxueuses villas et des hôtels pour touristes[3]...
- etc.

Toutes ces spoliations, ces tentatives de manipulations mentales ... n'ont toutefois pas eu raison de leur identité ni de leur nomadisme.

## Langue
La langue moklen forme, avec celle des Moken, les langues moken-moklen, un groupe dans la branche malayo-polynésienne occidentale des langues austronésiennes. Elle présente une forte influence du thaï et des langues môn-khmer.